# Hyphessobrycon langeanii
Hyphessobrycon langeanii es una especie de pez de la familia Characidae en el orden de los Characiformes.

## Morfología
Los machos pueden llegar alcanzar los 5,9 cm de
longitud total.
- Número de  vértebras: 31-34.[1]

## Hábitat
Vive en zonas de clima tropical.

## Distribución geográfica
Se encuentran en Sudamérica: Brasil.